# Fevzi Çakmak
Mustafa Fevzi Çakmak (n. 12 ianuarie sau 24 ianuarie 1876 1876, Istanbul - d. 10 aprilie 1950) a fost un mareșal și om politic turc. A fost unul dintre susținătorii și colaboratorii lui Mustafa Kemal Atatürk, fiind, împreună cu acesta și cu İsmet İnönü, fondator al Republicii Turcia). A fost singurul mareșal al Turciei.